# Traqueomalácia
Traqueomalácia é uma condição caracterizada por flacidez da cartilagem de suporte da traqueia que leva a colapso traqueal especialmente quando um aumento do volume respiratório é exigido.
Pode ter etiologia em diversas malformações congênitas, nas quais estão inclusas defeitos cardiovasculares, retardo do desenvolvimento,
anomalias no esôfago e refluxo gastroesofágico; pode também ser 
resultado de processos difusos ou alterações localizadas, como anéis 
vasculares, artéria inominada anômala, atresia esofagiana e fístula traqueoesofágica. Nos casos de traqueomalácia adquirida, esta pode ser conseqüente de efeitos compressivos de tubos endotraqueais ou de traqueostomia, trauma torácico, traqueobronquite crônica e processos inflamatórios. Já foram observados também casos idiopáticos.
Esta afecção ocorre mais comumente no terço distal da traquéia. O comprometimento funcional é diretamente ligado à extensão comprometida e o grau de estenose.
As manifestações clínicas apresentadas pelas crianças com traqueomalácia são:
- Respiração ruidosa (sons agudos relacionados à respiração,  denominado estridor e estertores respiratórios), que torna-se mais  intensa ao passo que a criança se desenvolve;
- Dificuldade de se alimentar;
- “Choro rouco”;
- Afonia.

O diagnóstico inicia-se com uma minuciosa anamnese do paciente, 
analisando as possíveis etiologias adquiridas. Normalmente, o 
diagnóstico é confirmado por meio de broncoscopia ou cinefluoroscopia. 
Esta última, por sua vez, utiliza contraste esofagiano, sendo capaz de 
evidenciar colapso da parede traqueal devido a anomalias vasculares. 
Atualmente, pode ser feito também através da tomografia computadorizada 
multislice.
O exame radiográfico pode revelar hiperinsulação, exacerbado 
estreitamento do lúmen traqueal durante o processo de expiração, ou 
anormalidades vasculares, tais como arco aórtico duplo.
No geral, esta condição é benigna, havendo resolução espontânea do 
processo ao redor dos 18-24 meses de vida. Em todos os casos deve ser 
realizado o tratamento suporte, sendo que a maior parte responde 
positivamente ao tratamento conservador, por meio da umidificação do ar,
fisioterapia torácica, dietoterapia cuidadosa e controle de infecções 
secundárias por meio do uso de antibióticos. Alguns estudiosos 
recomendam ainda lançar mão de assistência ventilatória com pressão 
positiva continua nas vias aéreas.
O tratamento cirúrgico é recomendado nos casos onde o tratamento 
conservador não é suficiente, com o paciente apresentando apnéia reflexa
ou obstrução respiratória intermitente. A abordagem cirúrgica consiste 
em:
- Correção da etiologia subjacente;
- Traqueostomia: auxilia na manutenção da permeabilidade das vias  aéreas durante o desenvolvimento da criança e fornece novamente  integridade estrutural à traquéia.
- Aortopexia: pode fornecer certo alívio da compressão traqueal; todavia, não é um procedimento livre de complicações.

Fontes:
FELIPE M.M TEC ENFERMAGEM ( CPC) 2015
1. ↑  Subtil, Inês (15 de maio de 2015). «Traqueobroncomalácia em Idade  Pediátrica» (PDF). Faculdade de Medicina Lisboa. Clínica Universitária de Otorrinolaringologia: p.6. Consultado em 8 de abril de 2024 line feed character character in |título= at position 31 (ajuda)
2. ↑  «Bibliomed – Traqueomalácia na infância - artigo médico de revisão para pesquisa e consulta  ». www.bibliomed.com.br. Consultado em 8 de abril de 2024